# عمار حمصان
عمار حمصان (مواليد 5 نوفمبر 1994) هو لاعب كرة قدم يمني.

## المسيرة الكروية
لعب سابقاً مع نادي الشعلة اليمني و وقع مع نادي المرخية مطلع عام 2018 بعد قرار الإتحاد القطري لكرة القدم باعتبار اللاعب اليمني كلاعب مقيم في الدوري القطري و انتقل إلى نادي قطر في صيف 2018 .

## روابط خارجية
- عمار حمصان على موقع قاعدة بيانات كرة القدم.إي يو (الإنجليزية)
- عمار حمصان على موقع ناشيونال فوتبول تيمز (الإنجليزية)
- عمار حمصان على موقع كووورة